# Vicky Leandros
Vicky Leandros (gr.: Βίκυ Λεάνδρου; Wiki Leandru), właśc. Wasiliki Papatanasiu (hebr. ‏Βασιλική Παπαθανασίου‎; ur. 23 sierpnia 1949 na wyspie Korfu w miejscowości Paleokastritsa) – niemiecka wokalistka pochodzenia greckiego, dwukrotna reprezentantka Luksemburga w Konkursie Piosenki Eurowizji (w 1967 i 1972), zwyciężczyni 17. Konkursu Piosenki Eurowizji w 1972 roku z utworem „Après toi”.

## Życiorys

### Dzieciństwo
Papatanasiu urodziła się na wyspie Korfu w greckiej miejscowości Paleokastritsa jako córka piosenkarza i kompozytora Leandrosa Papatanasiu (znanego także jako Lea Leandros lub Mario Panas) oraz Boubou Papatanasiu. Do ukończeniu ósmego roku życia mieszkała w domu swojej babci, jej ojciec wyjechał natomiast do Niemiec w celach zawodowych. W 1958 roku wraz z rodzicami zamieszkała w Niemczech, gdzie mieszkała razem z ojcem po rozwodzie pary.

### Kariera muzyczna
W 1965 roku Leandros wydała swój debiutancki singiel „Messer, Gabel, Schere, Licht”, który skomponował i wyprodukował jej ojciec. Niedługo potem został on także jej menedżerem. W 1966 roku wydała swoją pierwszą płytę długogrającą zatytułowaną Songs und Folklore. W 1967 roku przyjęła propozycję nagrania utworu „L'amour est bleu”, z którym reprezentowała Luksemburg podczas finału 12. Konkursu Piosenki Eurowizji, zajmując ostatecznie czwarte miejsce. Po udziale w widowisku nagrała singiel w kilku innych wersjach językowych: niemieckiej („Blau wie das Meer”), angielskiej („Love Is Blue”), włoskiej („L'amore è blu”) i niderlandzkiej („Liefde is zacht”). Piosenka doczekała się także wielu nowych aranżacji wykonanych przez innych artystów.
W tym samym roku Leandros wydała kolejne dwa albumy studyjne – A Taste of Vicky oraz L'amour est bleu, a potem następne płyty: francuskojęzyczną Le temps des fleurs (1968), greckojęzyczne Wiki (1968) i I mikri mas istoria (1969) oraz niemieckojęzyczne Ich glaub' an dich (1969), Ich bin (1971) (wydaną także w greckiej wersji językowej jako Wiki oraz w angielskiej jako I Am) oraz Vicky Leandros (1972) (która ukazała się także w angielskiej wersji językowej pod tym samym tytułem. W tym samym czasie została prowadzącą brytyjski program telewizyjny Music My Way w telewizji BBC.
W 1972 roku Leandros ponownie wzięła udział w Konkursie Piosenki Eurowizji, po raz drugi reprezentując Luksemburg, tym razem z utworem „Après toi”, z którym wystąpiła podczas finału widowiska w 1972 roku. Podczas koncertu finałowego imprezy zdobyła łącznie 128 punktów i zajęła pierwsze miejsce, wygrywając cały konkurs. Po wygranej wydała utwór w sześciu innych wersjach językowych: niemieckiej („Dann kamst du”), włoskiej („Dopo te”), greckiej („Mono esi”), hiszpańskiej („Y después”), japońskiej („Omoide ni ikiru”) i angielskiej („Come What May”), która dotarła do drugiego miejsca krajowej listy przebojów. Singiel osiągnął sukces komercyjny na świecie, uzyskując sprzedaż ponad 6 milionów egzemplarzy. W tym samym roku wydała swój kolejny album studyjny zatytułowany Après toi, który został wydany także w angielskiej, greckiej i niemieckiej wersji językowej.

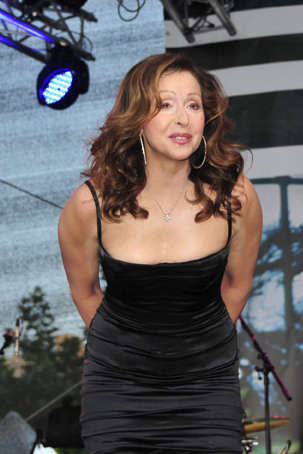
Vicky Leandros w Kolonii (2008 r.)

W 1973 roku Leandros wydała płyty zatytułowane Itan mia wradia, Ihr Freunde mein, Meine Freunde sind die Träume (w angielskiej wersji jako Dreams Are Good Friends i Chante Bouzouki. W kolejnym roku wydała krążek zatytułowany Mein Lied für Dich, na którym znalazła się piosenka „Theo wir fahr’n nach Lodz”. Na bazie utworu w 2008 roku powstał film promocyjny o mieście Łodzi, a z okazji 60. urodzin artystki w sierpniu 2012 roku ówczesna prezydent miasta, Hanna Zdanowska, zaprosiła ją oficjalnie do odwiedzenia Polski.
W 1974 roku Leandros wzięła udział w nagraniu specjalnej płyty świątecznej zatytułowanej Christujeniatika tragudia me tus..., na której zaśpiewali także Robert Williams, Demis Roussos, Nana Muschuri, Elpida Karajanopulu, The Platters, Kostas Turnas i Besi Arjiraki.
W 1975 roku ukazały się następujące płyty Leandros: Across the Water, Ich liebe das Leben, My Beautiful Songs (album kompilacyjny), J’aime la vie, I zoi ine orea, Vicky Leandros. Dwa lata później premierę miały krążki zatytułowane W.L. (w angielskiej wersji jako V.L.), Omorfa chronia, Kerstavond met Vicky (album świąteczny wydany w Holandii), Süsser die Glocken nie Klingen i Du, du liegst mir im Herzen. W ciągu następnych dwudziestu lat ukazały się jej kolejne płyty: Meine Liebe meine Lieder, Oh mi mama (canta en castellano), Poso s' ajapo, Vicky Leandros, Ich bin ein Mädchen (1978), Unsere Schönsten Volkslieder  (nagrana we współpracy z chórem Westfalskich Słowików w 1979 roku), Ich gehe neue Wege (w greckiej wersji jako Irta ja sena, Sing Greek Songs (w duecie z Demisem Rousossem), Love Is Alive (1981), Verloren zijn we niet (1982), Vicky (1983; dwa lata później w wersji francuskiej pod tym samym tytułem), Ich bin ich (album kompilacyjny z 1988), Ich bin, Piretos tu erota (1989), Starkes Gefühl, Pes mu pos Boris, Epitichies mu, To mistiko su (1990), Proseche! Den ta kao ksana (1991), Nur einen Augenblick (1992), Andres (1993), Lieben und Leben (1995), Gefühle (1997) i Weil mein Herz dich nie mehr vergißt (1998), na której znalazła się niemieckojęzyczna wersja przeboju „My Heart Will Go On” Céline Dion wykorzystana w krajowej wersji językowej filmu Titanic z 1997 roku.
W 2000 roku Leandros wydała płytę długogrającą zatytułowaną Jetzt!, a rok później – krążek pt. Mit offenen Armen. W 2003 roku nawiązała współpracę ze znanych greckim kompozytorem Mikisem Theodorakisem, efektem czego była premiera płyty zatytułowanej Singt Mikis Theodorakis. W 2006 zgłosiła się do udziału w niemieckich eliminacjach do 51. Konkursu Piosenki Eurowizji z utworem „Don't Break My Heart”, z którym zajęła ostatnie, trzecie miejsce w finałowej stawce selekcji, zdobywając ponad 213 tys. głosów od telewidzów.
W 2011 roku ponownie nagrała swój przebój „L'amour est bleu”, który pod nowym tytułem „C'est bleu” znalazł się na płycie pt. The Big Mash Up niemieckiego zespołu Scooter.

## Życie prywatne
W 1982 roku Leandros wyszła za mąż za greckiego przedsiębiorcę Ivana Zissiadisa, z którym ma syna Leandrosa Zissiadisa (ur. 1980). Para rozstała się w 1986 roku, a niedługo później wokalistka wzięła ślub z Enno von Ruffinem, z którym ma dwie córki: Maximilianę (Milanę) (ur. 1985) i Alessandrę (ur. 1986). W 2005 roku para zdecydowała się na separację po 19 latach małżeństwa.

## Dyskografia

### Albumy studyjne
- Songs und Folklore (1966)
- A Taste of Vicky (1967)
- L'amour est bleu (1967)
- Le temps des fleurs (1968)
- Wiki (1968)
- I mikri mas istoria (1969)
- Ich glaub' an dich (1969)
- Ich bin/Wiki/I Am (1971)
- Vicky Leandros (1972)
- Itan mia wradia (1973)
- Ihr Freunde mein (1973)
- Meine Freunde sind die Träume/Dreams Are Good Friends (1973)
- Chante Bouzouki (1973)
- Mein Lied für Dich (1974)
- Across the Water (1975)
- Ich liebe das Leben (1975)
- J’aime la vie (1975)
- I zoi ine orea (1975)
- Vicky Leandros (1975)
- V.L./W.L. (1977)
- Omorfa chronia (1977)
- Süsser die Glocken nie Klingen (1977)
- Du, du liegst mir im Herzen (1977)
- Meine Liebe meine Lieder (1978)
- Oh mi mama (canta en castellano) (1978)
- Poso s' ajapo (1978)
- Vicky Leandros (1978)
- Ich bin ein Mädchen (1978)
- Unsere Schönsten Volkslieder (z Westfalskimi Słowikami; 1979)
- Ich gehe neue Wege/Irta ja sena (1981)
- Sing Greek Songs (z Demisem Rousossem; 1981)
- Love Is Alive (1981)
- Verloren zijn we niet (1982)
- Vicky (1983; 1985)
- Ich bin (1988)
- Piretos tu erota (1989)
- Starkes Gefühl (1990)
- Pes mu pos Boris Epitichies mu (1990)
- To mistiko su (1990)
- Proseche! Den ta kao ksana (1991)
- Nur einen Augenblick (1992)
- Andres (1993)
- Lieben und Leben (1995)
- Gefühle (1997)
- Weil mein Herz dich nie mehr vergißt (1998)
- Jetzt! (2000)
- Mit offenen Armen (2001)
- Singt Mikis Theodorakis (z Mikisem Theodorakisem; 2003)
- Möge der Himmel (2009)

### Albumy kompilacyjne
- My Beautiful Songs (1975)
- Ich bin ich (1988)

### Albumy świąteczne
- Christujeniatika tragudia me tus... (1974)
- Kerstavond met Vicky (1977)